# زفاف يهودي في المغرب
زفاف يهودي في المغرب (بالفرنسية: Noce juive au Maroc) هو عنوان لوحة للرسام ديلاكروا. رسمت اللوحة في عام 1839 بناء على مجموعة كتب ملاحظات ورسومات دونها الفنان خلال رحلة سابقة له إلى المغرب والجزائر دامت بضع سنوات، وهي واحدة من أفضل الأمثلة المعروفة على الإطلاق للإستشراق. يُحتفظ باللوحة الآن في متحف اللوفر.

## السفر إلى المغرب
في عام 1830 احتلت فرنسا في عهد الملك لويس فيليب الجزائر واللتي كانت خاضعة للإمبراطورية العثمانية. هذا التطور شكل اضطرابا وخطرا على المغرب باعتباره مجاورا للجزائر، فأرسل السلطان مولاي عبد الرحمان قواته إلى الجزائر. في عام 1832 بعث الملك الفرنسي بعثة دبلوماسية إلى المغرب تحت قيادة تشارلز إدغار دي مورني إلى السلطان لإبلاغه بنية عقد اتفاق سلام قريبا، وكان من المعتاد في ذلك الوقت أن يرافق البعثة فنانا لتخليد الأحداث في الرسومات واللوحات. عرضت عشيقة دي مورني على أوجين دولاكروا مرافقة البعثة فقبل بالعرض في يناير 1832 وكانت تلك أول رحلة يقوم بها في حياته.
بدأت الرحلة من فرنسا ثم عرفت توقفا قصيرا في الأندلس ثم طنجة وانتهت أخيرا في مارس في مكناس حيث يوجد مقر السلطان. عمل أبراهام بنشيمول كمترجم في اللقاء حيث خول له عمله كتاجر معرفة بعدة لغات كالفرنسية. في 21 فبراير حضر دولاكروا حفل زفاف في منزل مغربي يهودي، وكتب عن الحفل وصفا مختصرا في دفتر ملاحظاته:
| زفاف يهودي في المغرب | ,21 février mardi La noce juive. Les Maures et les juifs à l’entrée les deux musiciens. Le violon. Le pouce en l’air. La main. L’archet. Le dessous de l’autre main très ombré. Clair derrière. Le haïk sur la tête transparent par endroits | زفاف يهودي في المغرب |

| زفاف يهودي في المغرب | الثلاثاء 21 فبراير، الزفاف اليهودي. الموريون واليهود عند المدخل والموسيقيين الإثنين. الكمان. الإبهام. اليد. القوس. الجزء السفلي من اليد الأخرى جد مظلل. الضوء في الخلف. الحايك الشفاف على الرأس. (…) | زفاف يهودي في المغرب |

عندما رجع دولاكروا من رحلته إلى المغرب بات من المهم وضع اللوحة، تعرف الرسام على المغرب الملون وتردده على البازارات ألهمه إلى المزيد من الألوان الزاهية واتخذ من بيتر بول روبنس ورامبرانت قدوة له في عمل اللوحة. واعتمد على الرسومات التي قام بها في المغرب لإنجاز عدد من اللوحات الأصيلة التي تعكس الحياة آنذاك بما في ذلك لوحة زفاف يهودي في المغرب. قدم الرسام مساهمة كبيرة في الاستشراق في فرنسا على وجه الخصوص.

## العمل الفني
في زفاف يهودي في المغرب التي رسمها دولاكروا نلاحظ الفناء حيث تجمع الناس للاحتفال وقد استخدمت لوحة بالألوان المائية كنموذج لرسم هذا الفناء توجد حاليا في متحف اللوفر. مزج الضوء والظلال يعطي عمقا للوحة ونلاحظ أيضا استعمال الأخضر والأحمر ومزج الخطوط الأفقية والعمودية. الجدار الأبيض يأخذ مكانا بارزا في العمل. العروس باعتبارها عنصرا مهما في حفل الزفاف غائبة عن اللوحة.

## الإحتفاظ باللوحة
عرض دولاكروا لوحته في صالون باريس سنة 1841، ثم انتقلت اللوحة إلى متحف بروكسيل، بعد ذلك صارت تعرض في اللوفر.

## لوحات أخرى للفنان عن المغرب

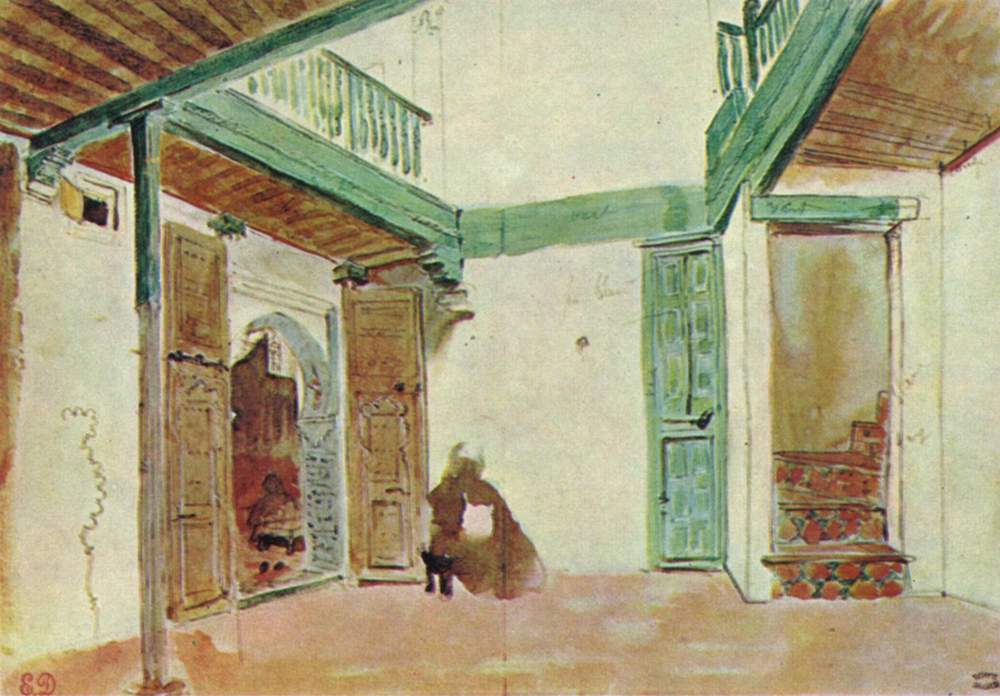
الفناء المغربي
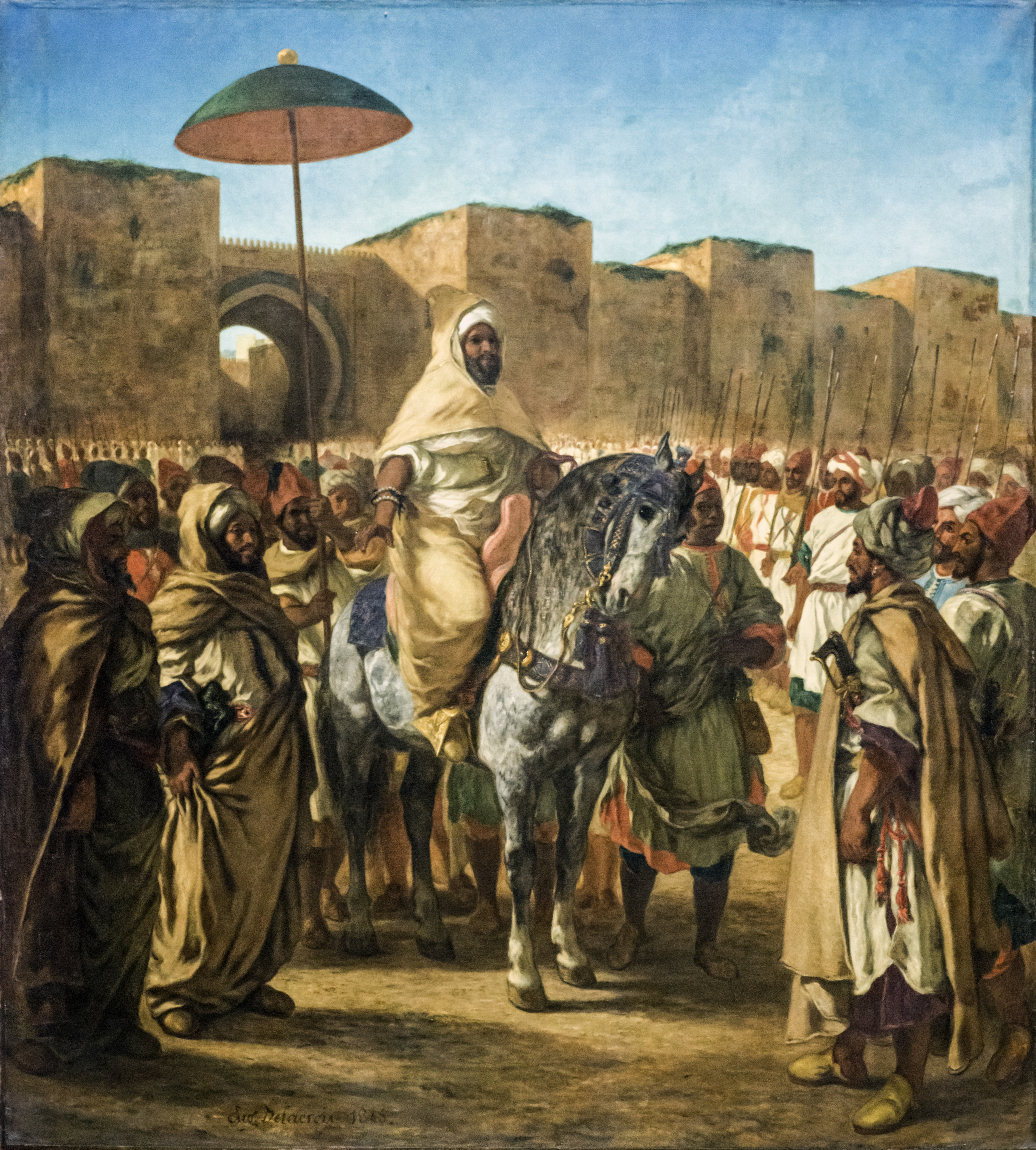
السلطان مولاي عبد الرحمان
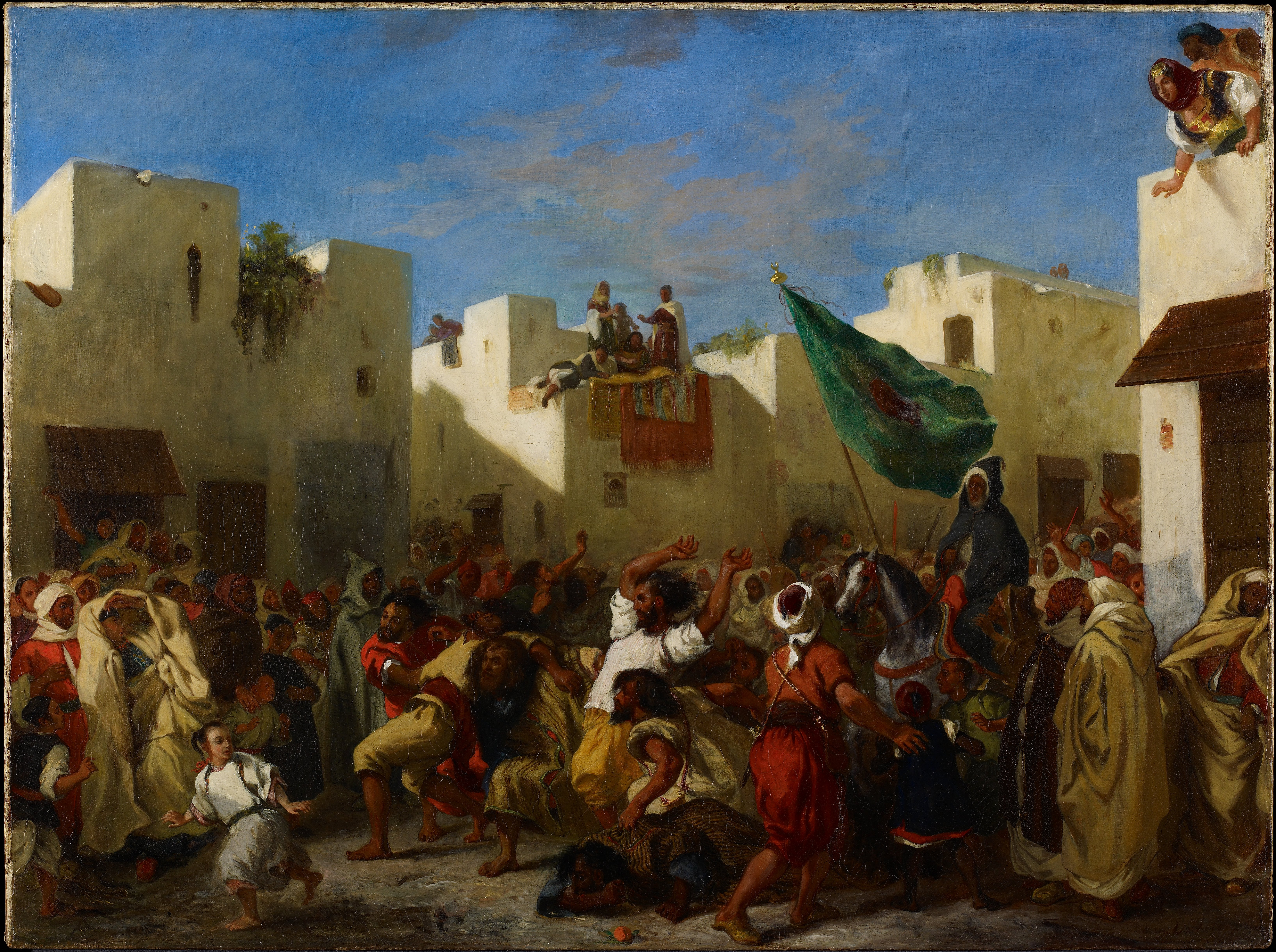
أعمال شغب في طنجة
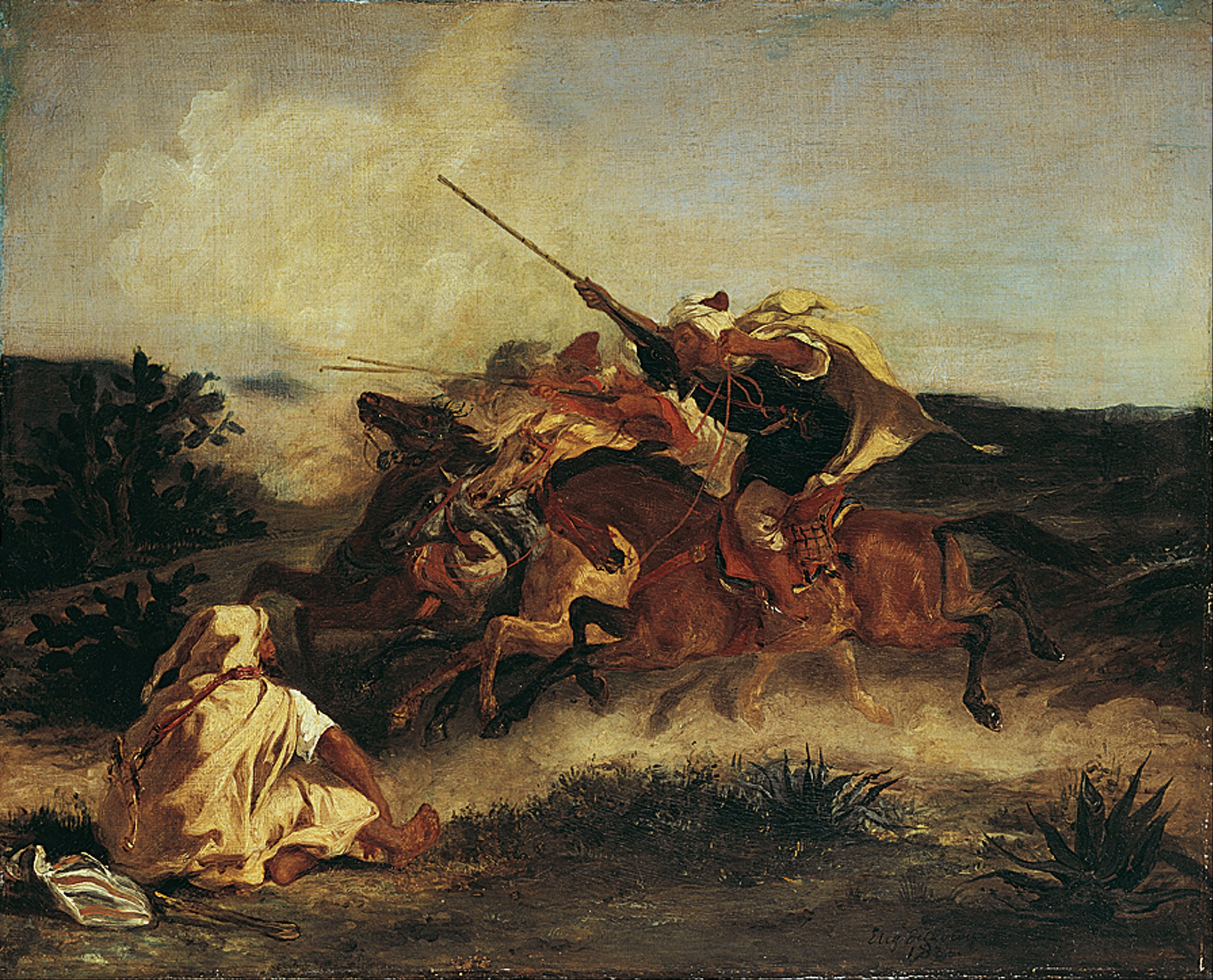
عروض للتبوريدة
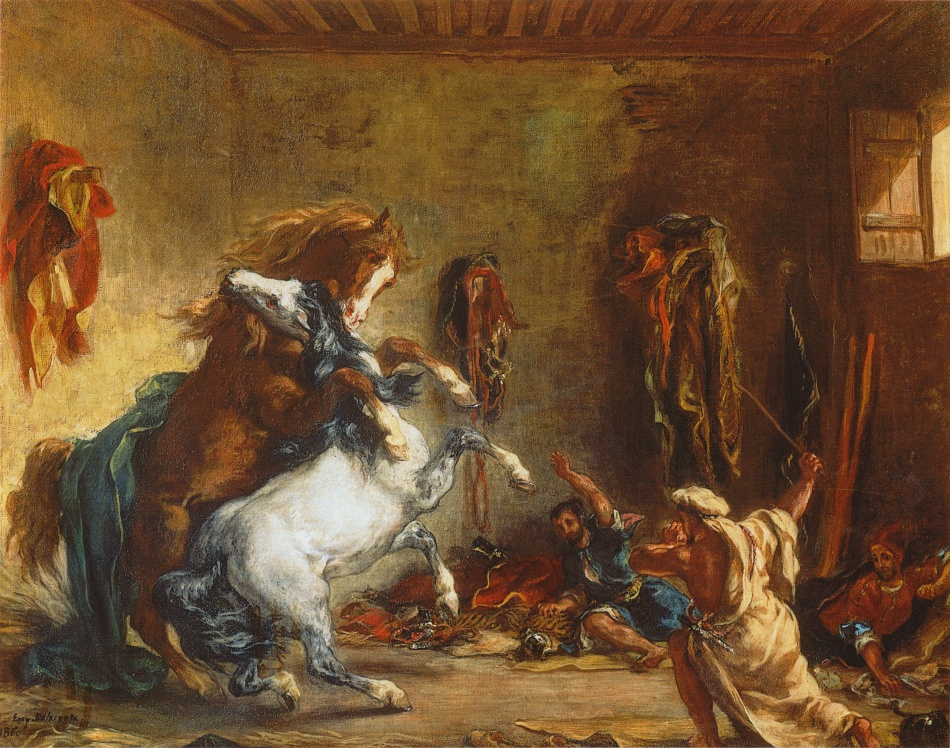
حصانان يتقاتلان في إسطبل
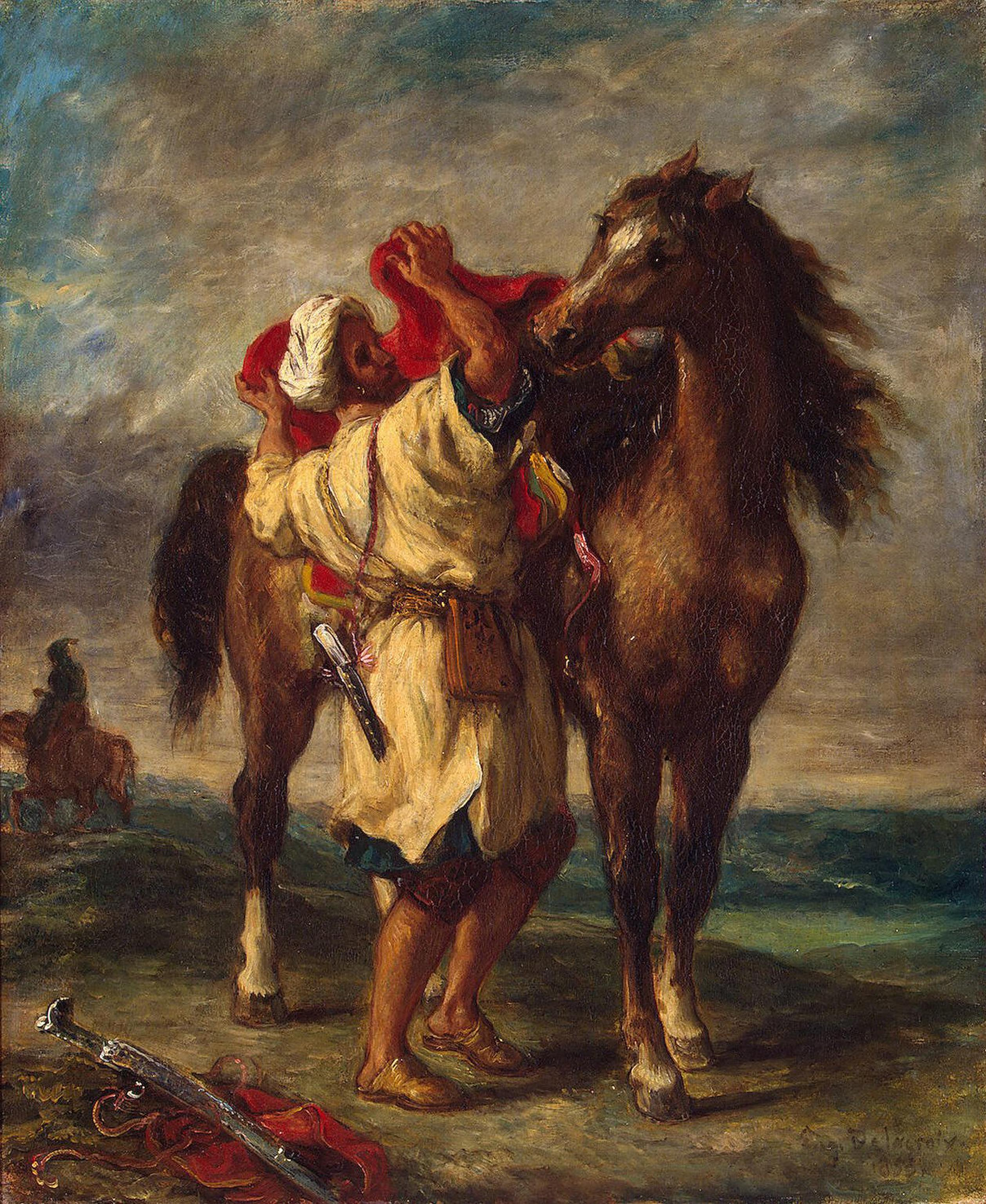
فارس مغربي
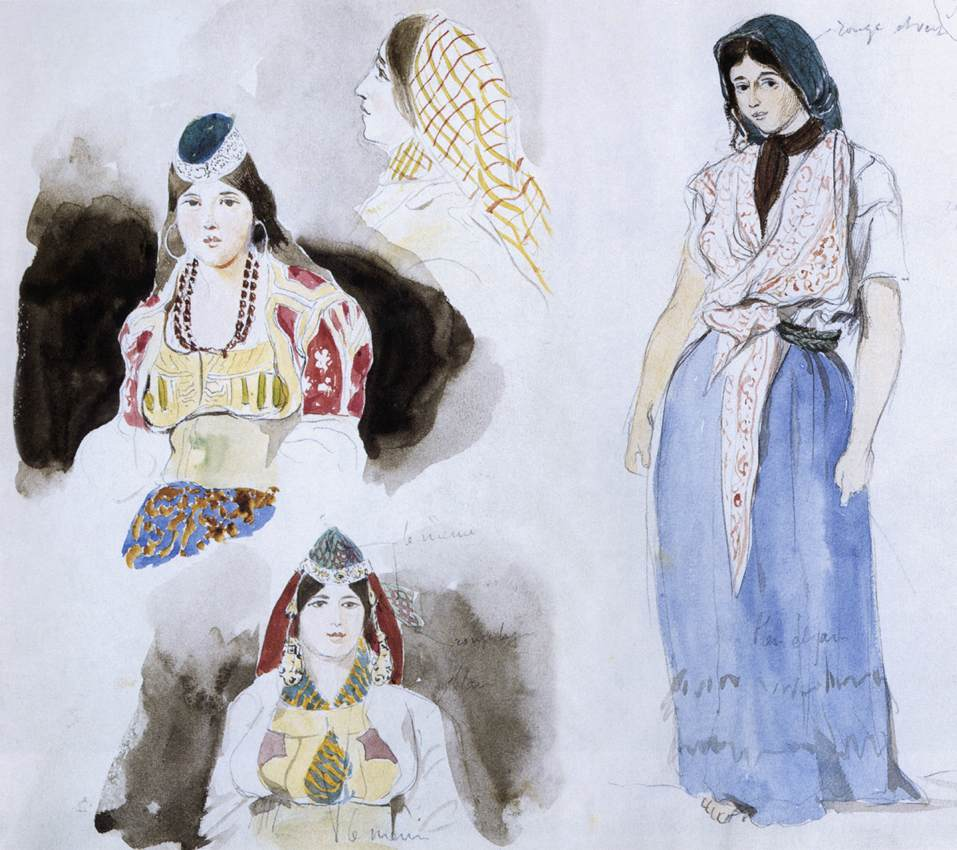
نساء بالزي التقليدي الشمالي

## وصلات خارجية
- (بالفرنسية) "معلومات عن اللوحة في متحف اللوفر". مؤرشف من الأصل في 2020-10-27. اطلع عليه بتاريخ 2018-06-25.
- (بالفرنسية) "أليكسيس ميرل دي بورغ: "زفاف يهودي في المغرب"". مؤرشف من الأصل في 2016-03-18. اطلع عليه بتاريخ 2018-06-25.
- (بالإنجليزية) "روز-ماري هاجين ورينر هاجين: "ماذا تقول اللوحات العظيمة، الجزء 2" تاشين، فيرلاغ، كولن 2002". مؤرشف من الأصل في 2020-01-25. اطلع عليه بتاريخ 2018-06-25.
- (بالفرنسية) "موريس أراما: "أوجين دولاكروا، رحلة تلقينية: المغرب، الأندلس، الجزائر" باريجس 2006". مؤرشف من الأصل في 2020-01-25. اطلع عليه بتاريخ 2018-06-25.
- اللوحة على موقع وزارة الثقافة الفرنسية
- اللوحة على معرف قاعدة أطلس